# Spaten-Löwenbräu-Gruppe

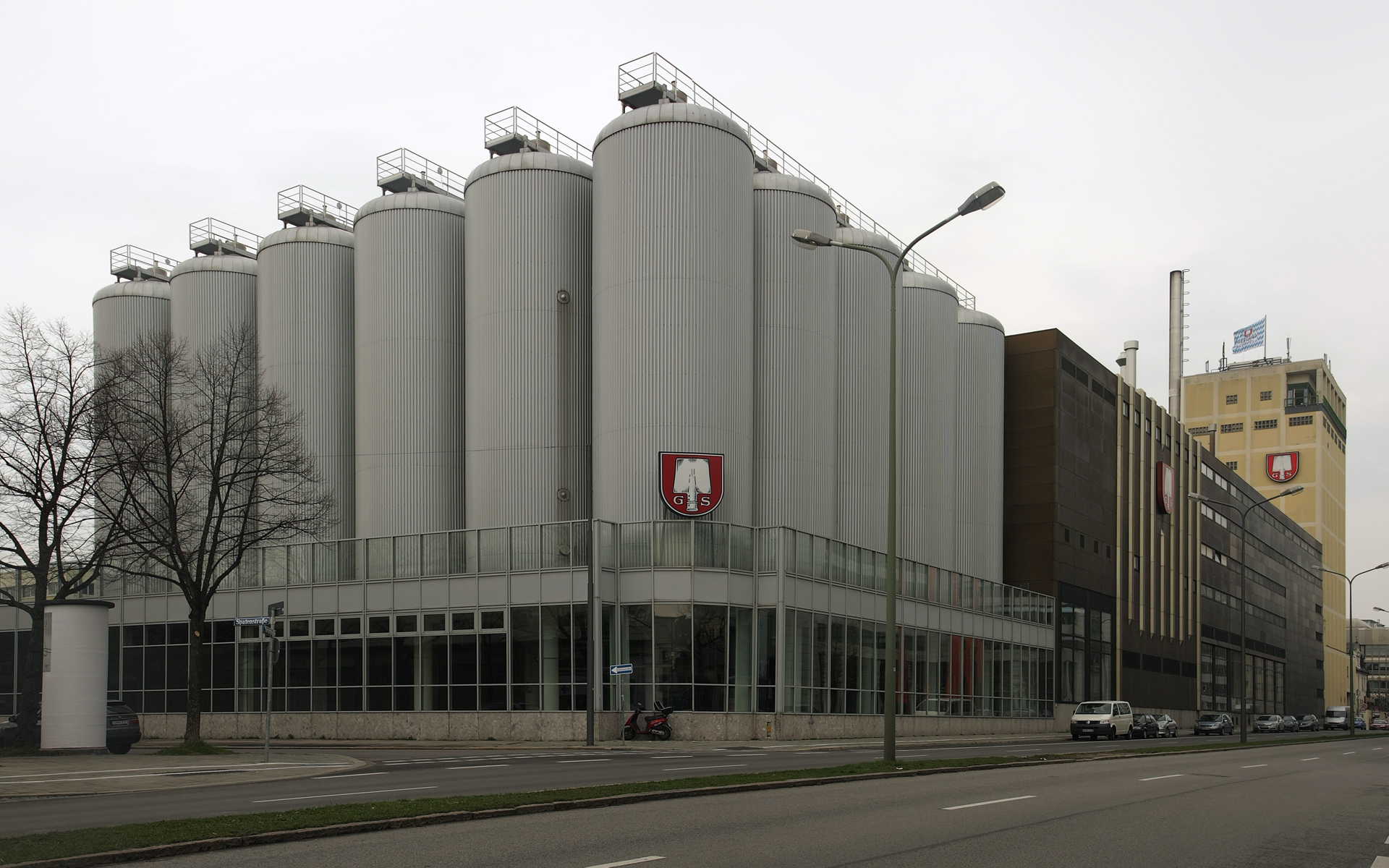
Spaten-Franziskaner-Brauerei a München

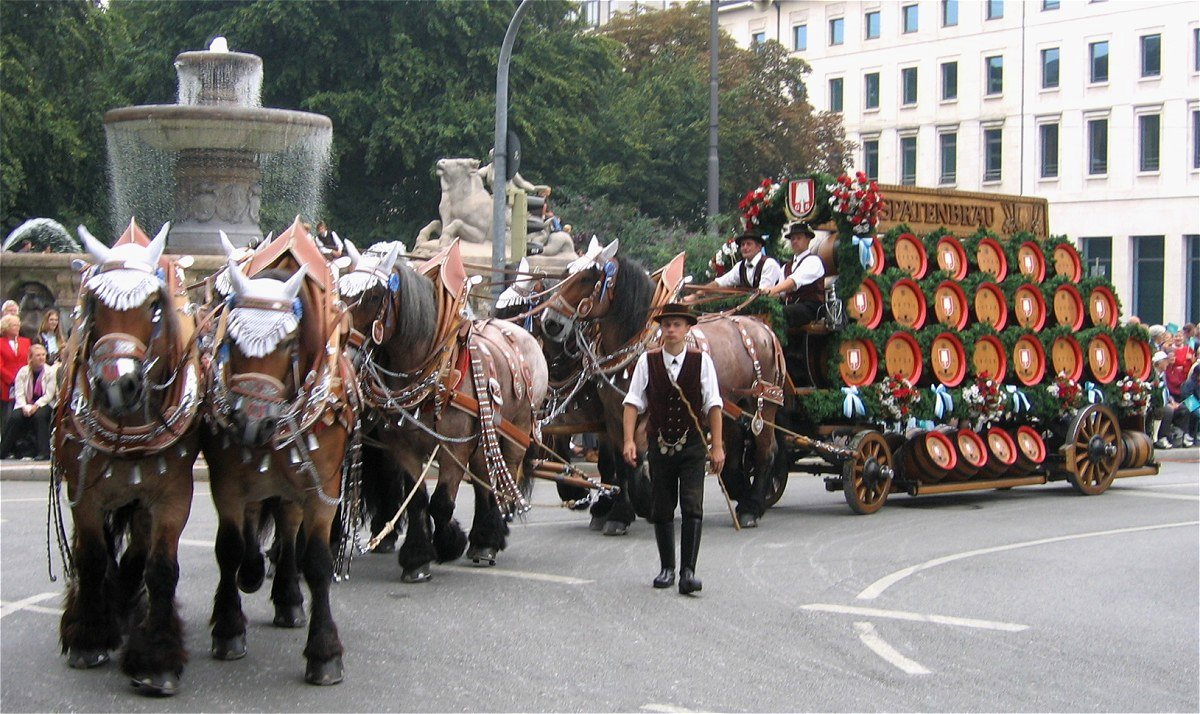
Brauereiwagen alla Oktoberfest-Trachtenzug 2006, sullo sfondo la Wittelsbacherbrunnen

Lo Spaten-Löwenbräu-Gruppe è l'unione societaria delle rinomate birrerie bavaresi Brauereien Spaten-Franziskaner-Bräu GmbH e la Löwenbräu AG con sede a Monaco. Nel 2003 la belga Interbrew acquisisce il gruppo, e dal 2004 al 2008 diventa Anheuser-Busch InBev.
Il gruppo comprende le marche Spatenbräu, Franziskaner, Löwenbräu e Beck’s.

## Storia
Nel 1997 si uniscono nella società Spaten-Franziskaner-Bräu e la Löwenbräu per creare al Spaten-Löwenbräu-Gruppe. Nel 2003 viene venduta alla belga Interbrew e la parte immobiliare dell'azienda birraia va alla SGI Sedlmayr Grund und Immobilien.
Nel 2004 la Interbrew con la brasiliana Companhia de Bebidas das Américas (AmBev) crea il gruppo InBev, nuovo numero uno al mondo per la produzione di birra. Nel 2006 la storica sede del birrificio Spaten-Sudhaus in Marsstraße diventa un museo visitabile al pubblico. La produzione Spaten-Franziskaner e Löwenbräu rimane a Sudhaus nella Nymphenburger Straße.

## Prodotti
- Münchner Hell (Helles Bier) prodotta dal 1894. Stammwürze  >11,7%. Indice alcolico 5,2%.
- Pils la prima prodotta a Monaco. Stammwürze  >11,7% e indice alcolico 5,0 %.
- Oktoberfestbier prodotta per la Oktoberfest. Stammwürze >13,7% e indice alcolico 5,9%.
- Diät-Pils, per diabetici (100 ml contengono solo 134 kJ, 32 kcal). Indice alcolico 4,9%.
- Alkoholfreie Bier con Stammwürze >7,3 %.
- Franziskaner Weißbier con 11,8 % Stammwürze e indice alcolico 5,0%.
- Dal 2007 è prodotta anche una Weißbier no-alcol.